# Liste der Bodendenkmäler in Lonnerstadt
Auf dieser Seite sind die Bodendenkmäler in dem mittelfränkischen Markt Lonnerstadt zusammengestellt. Diese Tabelle ist eine Teilliste der Liste der Bodendenkmäler in Bayern. Grundlage ist die Bayerische Denkmalliste, die auf Basis des Bayerischen Denkmalschutzgesetzes vom 1. Oktober 1973 erstmals erstellt wurde und seither durch das Bayerische Landesamt für Denkmalpflege geführt wird. Die folgenden Angaben ersetzen nicht die rechtsverbindliche Auskunft der Denkmalschutzbehörde.

## Bodendenkmäler in Lonnerstadt
| Lage                              | Objekt | Akten-Nr.     | Bild |
| --------------------------------- | --- | ------------- | ---- |
| Höchstadt an der Aisch (Standort) | Freilandstation des Mesolithikums, Siedlung des Neolithikums, der Urnenfelder- und Spätlatènezeit. | D-5-6230-0020 |      |
| Lonnerstadt (Standort)            | Freilandstation des Mesolithikums, Siedlung des Neolithikums und der Latènezeit. | D-5-6230-0026 |      |
| Lonnerstadt (Standort)            | Siedlung der späten Bronze- und der Urnenfelderzeit. | D-5-6230-0028 |      |
| Lonnerstadt (Standort)            | Freilandstation des Mesolithikums. | D-5-6230-0070 |      |
| Lonnerstadt (Standort)            | Freilandstation des Mesolithikums. | D-5-6230-0071 |      |
| Lonnerstadt (Standort)            | Freilandstation des Mesolithikums. | D-5-6230-0094 |      |
| Lonnerstadt (Standort)            | Mittelalterliche und frühneuzeitliche Befunde im Bereich der Evang.-Luth. Pfarrkirche St. Oswald von Lonnerstadt, ihrer Vorgängerbauten einschließlich befestigtem Kirchhofareal mit Körperbestattungen. | D-5-6230-0095 |      |
| Lonnerstadt (Standort)            | Freilandstation des Mesolithikums. | D-5-6330-0014 |      |
| Lonnerstadt (Standort)            | Freilandstation des Mesolithikums sowie Siedlung des Neolithikums und der Latènezeit. | D-5-6330-0015 |      |
| Lonnerstadt (Standort)            | Turmhügel des hohen Mittelalters. | D-5-6330-0026 |      |
| Lonnerstadt (Standort)            | Siedlung der Urnenfelder-, der Hallstatt- und der Latènezeit. | D-5-6330-0032 |      |
| Lonnerstadt (Standort)            | Siedlung vor- und frühgeschichtlicher Zeitstellung. | D-5-6330-0033 |      |
| Lonnerstadt (Standort)            | Siedlung vorgeschichtlicher Zeitstellung. | D-5-6330-0062 |      |
| Lonnerstadt (Standort)            | Siedlung vorgeschichtlicher Zeitstellung, darunter der Latènezeit. | D-5-6330-0063 |      |
| Lonnerstadt (Standort)            | Siedlung vorgeschichtlicher Zeitstellung und Wüstung des frühen Spätmittelalters. | D-5-6330-0068 |      |
| Lonnerstadt (Standort)            | Untertägige Teile des abgegangenen Schlosses und Einödhofes Sichartshof und ihrer spätmittelalterlichen und frühneuzeitlichen Vorgängerbauten.                                                           | D-5-6330-0106 |      |
| Lonnerstadt (Standort)            | Mittelalterlicher Burgstall sowie frühneuzeitliche Befunde im Bereich des ehem. Nürnberger Amtsschlosses von Lonnerstadt.                                                                                | D-5-6330-0109 |      |
| Lonnerstadt (Standort)            | Bestattungsplatz vorgeschichtlicher Zeitstellung mit Grabhügeln. | D-5-6330-0169 |      |